# Flat Foot Stooges
Flat Foot Stooges (br.: Chamados para apagarem as chamas) é um filme de curta-metragem estadunidense de 1938, dirigido por Charley Chase. É o 35º de um total de 190 filmes da série com os Três Patetas produzida pela Columbia Pictures entre 1934 e 1959.

## Enredo
Os Três Patetas são bombeiros que servem num posto cujo idoso chefe de nome Kelly (Chester Conklin) não quer modernizar os equipamentos e insiste em manter carroças puxadas a cavalo e bombas d'água a vapor. Quando eles saem para "embelezarem" os dois cavalos para ganharem o prêmio de melhor parelha num piquenique, um vendedor inescrupuloso chamado Reardon (Dick Curtis) entra no posto com um barril de pólvora para sabotar o velho equipamento e com isso forçar o chefe a adquirir outros que estava a vender. Ele não percebe que o barril está com um vazamento e uma pata começa a segui-lo, comendo a pólvora. Ele joga o barril dentro da bomba d'água em cima da carroça mas é visto pela filha do chefe Kelly (Lola Jensen). Depois de uma luta nos quartos acima da garagem dos bombeiros, Reardon é nocauteado mas enquanto a mulher tentava ligar para o pai, a pata entra pela janela e deposita um ovo que explode ao tocar o chão, causando um incêndio. Os Patetas retornam e sentem o cheiro de fumaça mas não percebem que é um incêndio, achando que o causador é um rato. Um homem vê a fumaça no prédio e liga para o posto e os Três Patetas saem em disparada ainda sem se darem conta que o incêndio é em sua própria base. Perdendo os cavalos, eles pedem ajuda a várias pessoas para carregarem a carroça até que ouvem os gritos de Reardon e descobrem o incêndio. A bomba d'água sabotada explode então eles preparam uma rede para Reardon saltar mas ao avistarem a filha do chefe na outra janela eles imediatamente levam a rede até ela.Reardon salta sem perceber isso e se estatela no chão, abrindo um enorme buraco. Quando a mulher é salva, ela conta sobre o trapaceiro e os Patetas tentam prendê-lo mas caem no buraco e ficam a discutir.

## "Wrong Way" Corrigan
Após os Patetas perceberem que estavam correndo na direção errada, Curly diz "Hey, we're doing the Corrigan!" (algo como "Ei, nós estamos fazendo o Corrigan"). É uma referência ao aviador Douglas "Wrong Way" Corrigan, que recentemente tinha partido de Long Beach, Califórnia em um voo transcontinental até Campo Floyd Bennett no Brooklyn, Nova Iorque. Ao tentar retornar a Califórnia, contudo, ele foi parar na Irlanda, o que lhe causaria ganhar o apelido de "Wrong Way" ("caminho errado"). Essa referência foi omitida pela dublagem original brasileira.

## Erros
Raro na série, nesse filme alguns erros cometidos parecem ter sido mantidos nas cenas:
- Quando Curly explica sua invenção ele diz "Os cavalos caem nos arreios" mas ai fica confuso e se corrige "Ah - os arreios caem nos cavalos".
- Num erro mais óbvio, Moe pergunta a Curly "Whaddya expect a fire mouse - I mean, uh - firehouse mouse to smell like? A petunia?" (Algo como "O quê esperava de um rato bombeiro - Isto é, como cheirasse um rato num quartel dos bombeiros?Como uma petúnia?" Curly faz uma pausa e começa a dizer "Você sabe..." mas fica confuso, como se esperasse pelo grito de "corta" do diretor.
- Moe também parece errar num diálogo com Larry quando ele aparentemente esquece o nome do cachorro do quartel mas isso pode ter sido intencional:
  - Moe: "Traga o "sei lá o nome dele"".
  - Larry: "Quem?"
  - Moe: "O "Sei-lá-o-nome-dele!""
  - Larry: "Butch?" ("Carniceiro", mas chamado de Totó na dublagem brasileira)
  - Moe: "Sim, Butch..."